# کیتسا (استونی)
کیتسا (به لاتین: Kitsa) یک منطقهٔ مسکونی در استونی است که در دهستان اماسته واقع شده‌است.